# Mandalay Resort Group
Mandalay Resort Group è stata una delle più grandi compagnie multinazionali nel settore del gioco d'azzardo, la sua sede era a Las Vegas nel Nevada (USA).
Le proprietà principali della compagnia erano il Mandalay Bay, il Luxor, l'Excalibur, il Circus Circus, e metà del Monte Carlo. In termini di capitalizzazione di mercato all'epoca in cui operava è stata una delle più grandi compagnie di casinò del mondo ed era quotata al NYSE con la sigla MBG. È stata costituita con il nome Circus Circus Enterprises, il nome venne cambiato dopo la costruzione del Mandalay Bay.
Il 4 giugno 2004, la grande rivale del Mandalay Resort Group, la MGM Mirage annunciò una offerta pubblica di acquisto a 68 dollari per azione più l'assunzione del pesante debito della società. L'offerta venne resa nota alla fine della giornata di contrattazioni del mercato azionario in cui la compagnia aveva chiuso a 60,27 dollari per azione. Nei giorni successivi il prezzo e il numero delle azioni trattete della MRG salirono fino a quando venne data pubblica notizia che il consiglio di amministrazione della compagnia aveva rifiutato l'offerta dei rivali, dando come motivazione la dubbio legittimità di tale acquisizione sollevata per motivi di antitrust. Nonostante questo primo rifiuto il consiglio di amministrazione della MRG accettò l'offerta della MGM Mirage a un nuovo prezzo di 71 dollari per azione, il 15 giugno 2004 venne reso pubblico l'accordo e la MGM Mirage si impegnò a pagare 4,8 miliardi di dollari e assumersi 2,5 miliardi di dollari di debiti accumulati dalla compagnia. La transazione fu ufficialmente conclusa il 26 aprile 2005 per un costo totale di 7,9 miliardi di dollari.

## Proprietà vendute alla MGM Mirage
- Circus Circus, Las Vegas, Nevada
- Slots-A-Fun Casino, Las Vegas, Nevada
- Circus Circus Reno, Reno, Nevada
- Colorado Belle Hotel & Casino, Laughlin, Nevada
- Edgewater, Laughlin, Nevada
- Excalibur, Las Vegas, Nevada
- Gold Strike Hotel and Gambling Hall, Jean (Nevada)
- Gold Strike Resort, Tunica, Mississippi
- Grand Victoria, Elgin, Illinois
- Luxor, Las Vegas, Nevada
- Mandalay Bay, Las Vegas, Nevada
- Monte Carlo, Las Vegas, Nevada
- MotorCity Casino, Detroit, Michigan
- Nevada Landing Hotel and Casino, Jean, Nevada
- Railroad Pass Hotel and Casino, Henderson, Nevada
- Silver Legacy Resort Casino, Reno, Nevada